# Adhémar de bronze
L’Adhémar de bronze (néerlandais : Bronzen Adhemar) est un prix de bande dessinée belge remis à un auteur flamand tous les deux ans lors du festival Strip Turnhout depuis 1977 pour une ou plusieurs de ses productions récentes. En 1993 et 2005, un Adhémar d'or (Gouden Adhemar) a également été remis, parallèlement au Bronzen Adhemar, pour récompenser l'ensemble d'une œuvre.

## Historique
Le Bronzen Adhemar tire son origine du prix Ciso, remis en 1972 à Bob de Moor par le groupe CISO (nl) au festival de Bréda. Les membres du groupe, qui ont entre-temps lancé la revue Stripgids, profitent de la création du festival de Turnhout en 1977 pour créer le prix Stripgids (Stripgidsprijs). Leur objectif est de valoriser la bande dessinée flamande tout en encourageant son développement. À partir de 1979, le prix devient biennal et le trophée prend la forme d'une statuette d'Adhemar, le fils de Néron, personnage célèbre de Marc Sleen. En 1991, l'organisation du festival est transféré à Bronzen Adhemar Stichting, une association dédiée.
En 2003, le prix passe à la Communauté flamande, qui le renomme prix culturel flamand pour la Bande dessinée (Vlaamse Cultuurprijs voor de Strip), dans le cadre des prix qu'elle remet aux artistes de différents secteurs (Cultuurprijzen Vlaanderen (nl)). La reprise en main par la communauté flamande permet de doter le prix de 12 500 euros. Le prix culturel flamand pour la Bande dessinée est englobé dans un prix flamand pour la Littérature plus large en 2014, et remporté par un bédéiste en 2015. En 2017, la communauté flamande renomme ses prix Ultima et ne recrée pas de catégorie pour la bande dessinée. Stripgids reprend alors en main l'organisation du prix.
L'Adhémar de bronze dans cette troisième incarnation est remis pour la première fois à la fête de la bande dessinée de Bruxelles 2018.

## Liste des auteurs récompensés
| Année | Lauréat                       | Dates     | Œuvre récompensée                                                            |
| ----- | ----------------------------- | --------- | ---------------------------------------------------------------------------- |
| 1977  | Hec Leemans et Daniël Jansens | 1950-     | Bakelandt                                                                    |
| 1978  | Kamagurka                     | 1956-     | Bert (nl)                                                                    |
| 1979  | Karel Biddeloo                | 1943-2004 | Le Chevalier rouge (De Rode Ridder)                                          |
| 1981  | Jean-Pol                      | 1943-     | Kramikske (nl)                                                               |
| 1983  | Merho                         | 1948-     | Fanny et Cie (De Kiekeboes)                                                  |
| 1985  | Berck                         | 1929-     | Sammy, Lowietje                                                              |
| 1987  | Erika Raven                   | 1963-     | Thomas Rindt                                                                 |
| 1989  | Johan De Moor                 | 1953-     | Gaspard de la nuit                                                           |
| 1991  | Jan Bosschaert                | 1957-     | Sam (nl), Omni                                                               |
| 1993  | Éric Joris                    |           | Chelsy                                                                       |
| 1993  | Marc Sleen                    | 1922-     | Pour l'ensemble de son œuvre                                                 |
| 1995  | Dirk Stallaert                | 1955-     | Nino, Néron                                                                  |
| 1997  | Ferry                         | 1944-     | De Kronieken van Panchrysia (nl)                                             |
| 1999  | Erik Meynen                   | 1957-     | De jaren van Dehaene                                                         |
| 2001  | Marvano                       | 1953-     | La Guerre éternelle, Dallas Barr                                             |
| 2003  | Dick Matena ()                | 1943-     | Pour l'adaptation des Soirs de Gerard Reve                                   |
| 2005  | William Vance                 | 1935-     | XIII                                                                         |
| 2005  | Jef Nys                       | 1927-2009 | Pour l'ensemble de son œuvre                                                 |
| 2007  | Kim Duchateau                 | 1968-     | Pour ses dessins et bandes dessinées parus dans la presse                    |
| 2009  | Willy Linthout                | 1953-     | Het jaar van de olifant                                                      |
| 2011  | Steven Dupré                  | 1967-     | Sarah & Robin, Wolf, Coma, etc.                                              |
| 2013  | Marc Legendre                 | 1956-     | Biebel (nl), Sam, Bob et Bobette : Amphoria (Amoras), Le Chevalier rouge ... |
| 2015  | Luc Cromheecke                | 1961-     | Tom Carbone, Taco Zip, Roboboy et Plunk !                                    |
| 2018  | Jeroen Janssen                | 1963-     | Pour ses romans graphiques                                                   |
| 2020  | Charel Cambré                 | 1968-     |                                                                              |
| 2022  | Judith Vanistendael           | 1974-     | Pour ses romans graphiques                                                   |
| 2024  | Brecht Evens                  | 1986-     | Pour ses romans graphiques                                                   |